# 모기장

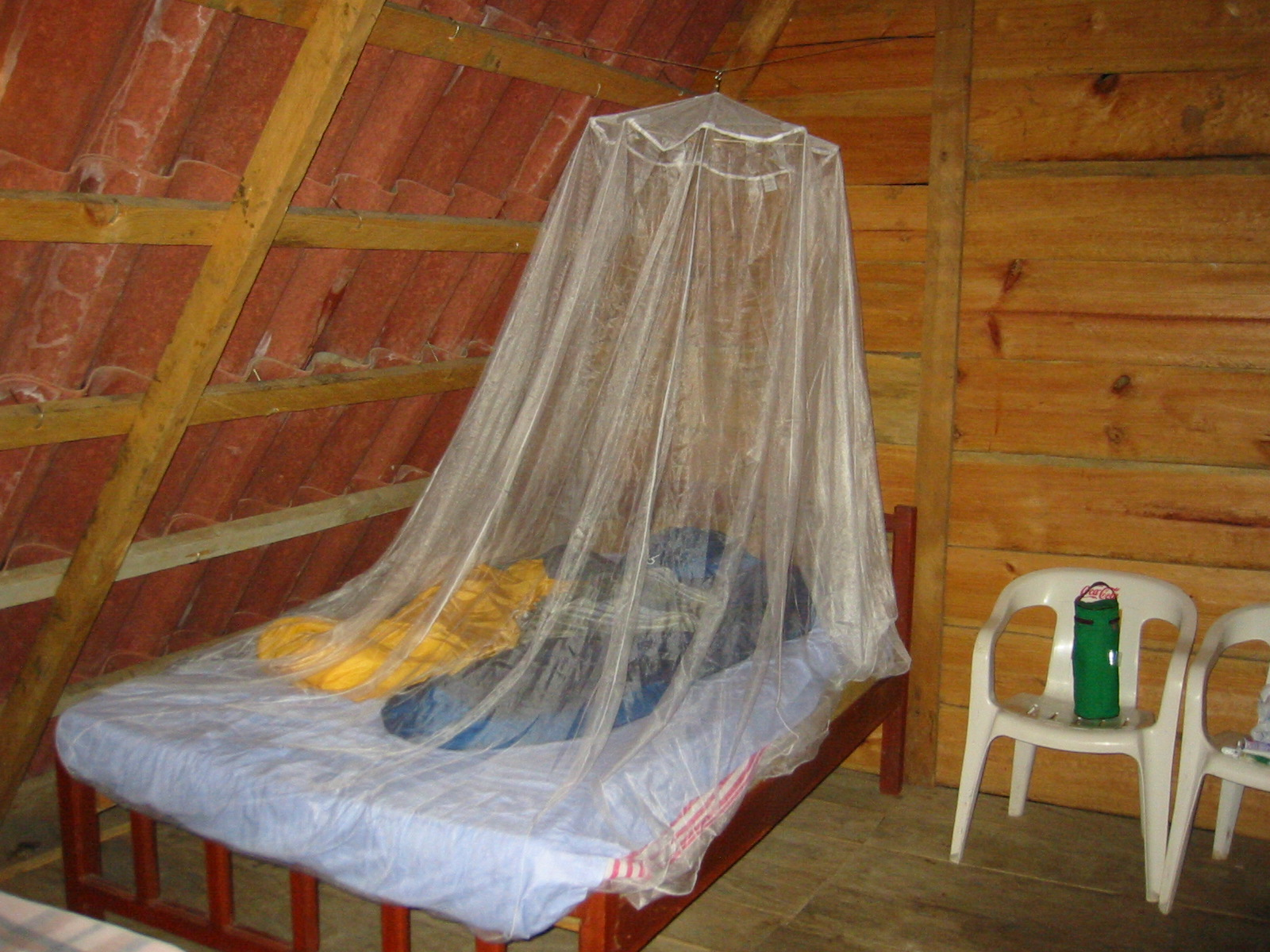
모기장

모기장은 침대 또는 취침 공간 위에 있는 일종의 메시 커튼으로, 모기, 파리 등 기타 해충의 물림과 쏘임으로부터 방지한다. 이러한 예방 가능한 곤충 매개 질병의 예로는 말라리아, 뎅기열, 황열병, 지카 바이러스 등이 있다. 창문으로 된 모기장을 방충망이라고 한다.